# Nuestra Señora del Rosario (Granada)
Nuestra Señora del Rosario Coronada es una advocación de la Virgen María que se venera en la Iglesia de Santo Domingo, ubicada en el Barrio del Realejo de Granada. La imagen es Copatrona de la ciudad, y también posee el título honorífico de Capitán General de la Armada Española, por su protección sobre la misma en la Histórica Batalla de Lepanto.

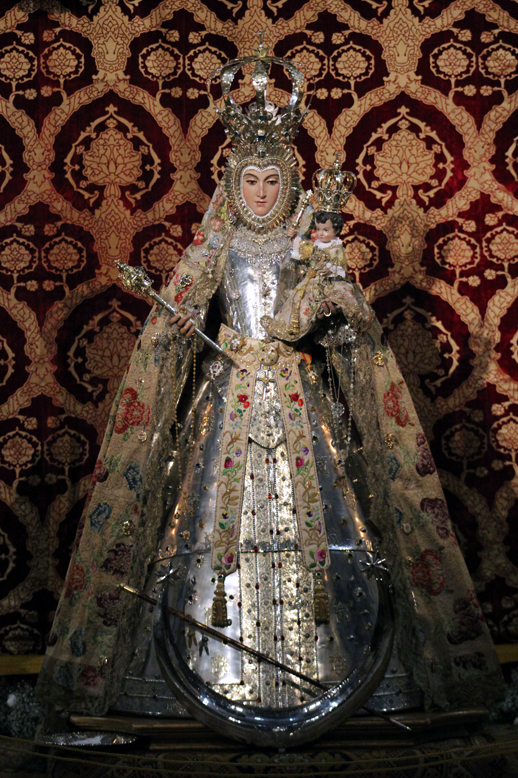
Nuestra Señora del Rosario Coronada (Granada)

## Historia
Esta advocación mariana fue instaurada en la ciudad por la Orden de Predicadores desde la fundación del Convento de Santa Cruz la Real por Fray Hernando de Talavera y los Reyes Católicos el 5 de abril de 1492. La Iglesia católica celebra su fiesta el 7 de octubre.
Es una talla de bulto redondo policromada al óleo, de autoría desconocida, que fue realizada en el siglo XVI. La talla fue completada en el siglo XVII con un rico vestido de plata siguiendo la moda femenina de la corte española de Felipe II. En este mismo siglo, ocurrieron en torno a la imagen una serie de hechos milagrosos que dieron lugar a la construcción en el siglo posterior de un camarín en el crucero de la Iglesia de Santo Domingo.
La imagen es la titular de la Archicofradía del Santísimo Rosario, siendo procesionada anualmente por las calles de la ciudad el 12 de octubre.

### LaArchicofradía del Santísimo Rosario
El fin principal de esta cofradía es la difusión del rezo del rosario. Entre las celebraciones principales que desarrolla se encuentran la Fiesta de "la Candelaria", el día 2 de febrero, la Festividad de Santo Domingo de Guzmán, el 8 de agosto, y los Solemnes Cultos a Nuestra Señora del Rosario, que comienzan el 7 de octubre. 
Según antigua tradición cada año se nombran dos personas, que reciben el nombre de Mayordomos, encargadas de presidir y representar a la Archicofradía, así como patrocinar los solemnes cultos del mes de octubre.
Esta Archicofradía fue muy difundida en la Provincia de Granada por la Orden de Predicadores, creándose más de setenta cofradías filiales en el antiguo Reino de Granada durante los siglos XVII y XVIII. En la actualidad, más de cuarenta pueblos granadinos tienen por patrona esta advocación de la Virgen.

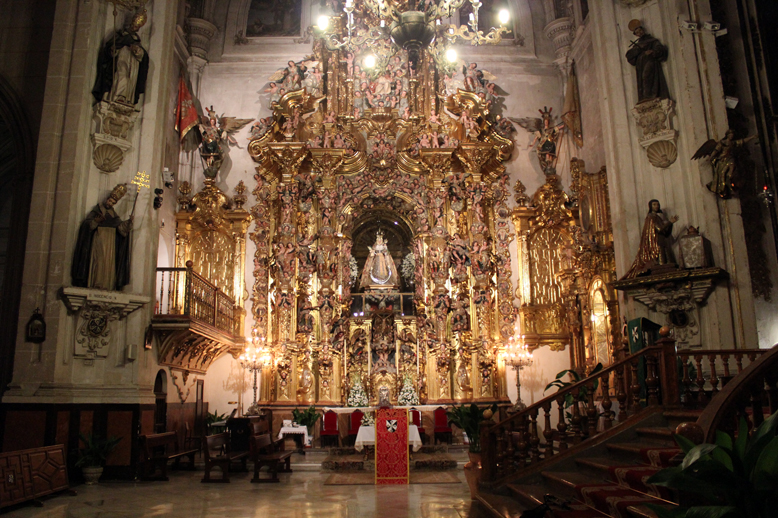
Plano general del retablo donde se venera Nuestra Señora del Rosario de la Iglesia de Santo Domingo de Granada.

### El Camarín del Rosario
Anexo a la Iglesia de Santo Domingo, y sobre el cobertizo del mismo nombre, se encuentra esta construcción, considerada en la actualidad por los expertos en Historia del Arte, como culmen del Barroco español en las edificaciones de esta tipología. Se comenzó a construir en 1727, participando en su ejecución artistas de la talla de Blas Moreno, los Valero o Domingo Chavarito. 
Dentro del programa "Andalucía Barroca", promovido por la Junta de Andalucía, fueron restaurados el complejo y la imagen por el Instituto Andaluz del Patrimonio Histórico, culminándose las obras de restauración en el año 2013.

### La Coronación Canónica
El 14 de mayo de 1961 fue coronada canónicamente en los Jardines del Triunfo por el Arzobispo de Granada, Don Rafael García y García de Castro, y el Obispo de Salamanca, Fray Francisco Barbado Viejo, O.P. Las coronas se costearon por suscripción popular y fueron realizadas por los orfebres D. Miguel Moreno Granados y D. Miguel Moreno Romera.